# خوسيه موراليس
خوسيه موراليس (بالإنجليزية: José Morales)‏ هو لاعب كرة قاعدة أمريكي، ولد في 30 ديسمبر 1944 في فريدريكستيد في الولايات المتحدة.

## وصلات خارجية
- خوسيه موراليس على موقعبيزبول رفرنس.كوم (الدوري الرئيسي) (الإنجليزية)
- خوسيه موراليس على موقعبيزبول رفرنس.كوم (الدوري الثانوي) (الإنجليزية)
- خوسيه موراليس على موقع مشجعي الرسوم البيانية (الإنجليزية)